# Limmerngletscher
Limmerngletscher – lodowiec o długości 3 km (2005 r.) i powierzchni 2,09 km² (1973 r.).
Lodowiec położony jest w Alpach Glarneńskich w kantonie Glarus w Szwajcarii.